# Landkreis Cochem
Der Landkreis Cochem (amtliche Schreibweise 1939: Kochem) war eine im Jahr 1816 unter dem ursprünglichen Namen Kreis Cochem vom Königreich Preußen geschaffene Verwaltungseinheit, die im Gebiet des heutigen Rheinland-Pfalz lag. Administrativ war er von 1816 bis 1945 dem preußischen Regierungsbezirk Koblenz in der Rheinprovinz und von 1946 bis 1969 dem Land Rheinland-Pfalz zugehörig. Formell wurde die Bezeichnung „Landkreis Cochem“ nach dem Zweiten Weltkrieg eingeführt, unabhängig davon waren davor und danach auch die jeweils andere Bezeichnung im Gebrauch. Im Rahmen der in der Mitte der 1960er Jahre begonnenen rheinland-pfälzischen Kommunalreform wurde der Landkreis Cochem 1969 aufgelöst, die dem Landkreis angehörende Stadt Cochem sowie 67 Gemeinden wurden dem neu gebildeten Landkreis Cochem-Zell zugeordnet.

## Geographie
Der Landkreis grenzte Anfang 1969 im Uhrzeigersinn im Norden beginnend an die Landkreise Mayen, Sankt Goar, Simmern, Zell (Mosel), Wittlich und Daun.

## Geschichte

### Entstehung
Nachdem das Königreich Preußen im Jahre 1815 auf dem Wiener Kongress das Rheinland und damit auch Teile des von 1794 bis 1814 unter französischer Verwaltung stehenden linksrheinischen Gebietes zugesprochen bekommen hatte, wurden am 22. April 1816 in den beiden rheinischen Provinzen sechs Regierungsbezirke eingerichtet. Am 14. Mai 1816 wurde im Amtsblatt der Bezirksregierung zu Coblenz die Einteilung des Regierungsbezirks Coblenz in 16 Kreise veröffentlicht, von denen einer der Kreis Cochem war. Von 1822 an gehörte der Regierungsbezirk Coblenz und der Kreis Cochem zu der damals neu geschaffenen Rheinprovinz.
Bezogen auf die Besitzverhältnisse vor 1794 bestand der Kreis aus einem Teil des Kurfürstentums Trier und aus einigen Ortschaften der hinteren Grafschaft Sponheim. Während der französischen Verwaltung war das Gebiet von 1798 bis 1814 als Kanton Cochem dem Arrondissement de Coblence im Rhein-Mosel-Département zugeordnet.
Zum Kreis Cochem gehörten die Stadt Cochem, die Flecken Kaisersesch, Treis und Lutzerath, 66 Dörfer, 7 Weiler und 19 Höfe. Die preußische Statistik von 1828 zählte zum Kreis 35 katholische und 10 evangelische Kirchen, 53 Kapellen, 6 Synagogen und 135 öffentliche Gebäude, weiterhin ein Progymnasium und 61 katholische Elementarschulen. Friedensgerichte waren in Cochem, Treis und Lutzerath.
Verwaltungsmäßig war der Kreis in sieben Bürgermeistereien eingeteilt:
- Bürgermeisterei Cochem mit der Stadt Cochem, 6 Dörfern, 1 Weiler, 3 Höfen und 29 Mühlen; 1828 lebten hier 3737 Einwohner.
- Bürgermeisterei Pommern mit 5 Dörfern, 4 Höfen und 12 Mühlen, welche 1828 zusammen 2180 Einwohner hatten.
- Bürgermeisterei Eller mit 6 Dörfern, 2 Höfen und 3 Mühlen; 1828 lebten hier 2552 Einwohner.
- Bürgermeisterei Kaisersesch mit dem Flecken Kaisersesch, 16 Dörfern, 8 Höfen und 15 Mühlen, welche 1828 zusammen 5449 Einwohner hatten.
- Bürgermeisterei Carden mit 9 Dörfern, 1 Weiler, 13 Höfen und 10 Mühlen, welche 1828 insgesamt 3320 Einwohner hatten.
- Bürgermeisterei Treis mit dem Flecken Treis, 9 Dörfern, 14 Höfen und 15 Mühlen; 1828 lebten hier 4737 Einwohner.
- Bürgermeisterei Lutzerath mit dem Flecken Lutzerath, 15 Dörfern, 5 Weilern, 5 Höfen und 12 Mühlen, welche 1828 zusammen 5165 Einwohner hatten.

Die Bürgermeistereien bestanden bis 1927 und wurden dann in Ämter umbenannt; die Bezeichnung „Kreis Cochem“ bestand bis zum 31. Dezember 1938, danach „Landkreis Cochem“.

### Verwaltungsreform
Nach dem Zweiten Weltkrieg kam der Landkreis Cochem zu dem 1946 neu gebildeten Land Rheinland-Pfalz. Im Rahmen der Mitte der 1960er Jahre begonnenen Gebiets- und Verwaltungsreform wurde der Landkreis Cochem auf der Grundlage des Dritten Landesgesetzes über die Verwaltungsvereinfachung im Lande Rheinland-Pfalz vom 12. November 1968 mit Wirkung vom 7. Juni 1969 aufgelöst und aus diesem, zusammen mit Teilen des ebenfalls aufgelösten Landkreises Zell (Mosel), der Landkreis Cochem-Zell neu gebildet.

## Einwohnerentwicklung
| Jahr | Einwohner | Quelle |
| ---- | --------- | ------ |
| 1816 | 22.393    | [ 5 ]  |
| 1838 | 31.287    | [ 6 ]  |
| 1871 | 34.841    | [ 7 ]  |
| 1885 | 37.815    | [ 7 ]  |
| 1900 | 39.646    | [ 8 ]  |
| 1910 | 41.537    | [ 8 ]  |
| 1925 | 40.783    | [ 8 ]  |
| 1939 | 40.921    | [ 8 ]  |
| 1950 | 43.405    | [ 8 ]  |
| 1960 | 44.000    | [ 8 ]  |
| 1968 | 48.430    |        |

## Landräte
- 1816–1841: Peter Franz Oster (Kreiskommissar ab 20. Mai 1816, Landrat ab 19. Oktober 1818 bis 1. März 1841)
- 1818:–0000 Salentin von Cohausen (3. Juli bis 19. Oktober 1818)
- 1841:–0000 Joseph Franz Keiffenheim (vertretungsweise 1841)
- 1841:–0000 Ludwig Viktor von Villers (vertretungsweise von April bis. Dez. 1841)
- 1841–1849: Karl Julius Schönberger (vom 1. November 1841 bis 1. März 1849)
- 1849–1888: Heinrich Jaeger (ab 22. Februar 1849 kommissarisch, ab 21. Juni 1851 endgültig)
- 1888–1894: Walther Langen (ab 16. März 1888 kommissarisch, ab 10. Dezember 1888 endgültig, im April 1894 auf eigenen Wunsch ausgeschieden)
- 1894:–0000 Ferdinand Heising (kommissarisch von April bis Oktober 1894)
- 1894–1908: Karl-August Hermann Gerbaulet (ab 18. Oktober 1894 kommissarisch, ab 16. Juni 1895 endgültig)
- 1908–1918: Karl Georg Freiherr von Hammerstein-Gesmold
- 1917–1921: Kurt von Lettow-Vorbeck (ab 1917 kommissarisch, ab 1919 endgültig)
- 1921–1935: Carl Müller (ab 1921 kommissarisch, ab 1922 endgültig)
- 1935:–0000 Heinz Korte (vertretungsweise)
- 1935–1942: Joachim Hohberg (ab 1935 vertretungsweise, ab 1936 endgültig)
- 1942:–0000 Walter Schlüter (vertretungsweise)
- 1942–1943: Otto Niese (vertretungsweise)[9][10]
- 1945–1948: Adolf Gandner (24. März 1945 bis 1948)
- 1949–1951: Joseph Maria Herlet
- 1951–1960: Albert Gilles
- 1960–1969: Severin Bartos (15. Juli 1960 bis 6. Juni 1969)

## Gemeinden
Zum Landkreis Cochem gehörten 1969 die Stadt:
- Cochem

und 67 Ortsgemeinden:
| - Alflen - Auderath - Bad Bertrich - Beuren - Binningen - Brachtendorf - Bremm - Brieden - Brohl - Bruttig - Büchel - Dohr - Driesch - Dünfus - Düngenheim - Ediger - Ellenz-Poltersdorf - Eller (Mosel) - Eppenberg - Ernst - Eulgem - Faid - Fankel | - Filz - Forst - Gamlen - Gevenich - Gillenbeuren - Greimersburg - Hambuch - Hauroth - Illerich - Kaifenheim - Kail - Kaisersesch - Kalenborn - Karden - Kennfus - Kliding - Klotten - Lahr - Landkern - Laubach - Lieg - Lütz - Lutzerath | - Masburg - Möntenich - Mörsdorf - Moselkern - Müden (Mosel) - Müllenbach - Nehren - Pommern - Roes - Schmitt - Treis - Ulmen-Meiserich - Urmersbach - Urschmitt - Valwig - Wagenhausen - Weiler - Wirfus - Wollmerath - Zettingen - Zilshausen |

Die beiden Gemeinden Cond und Sehl waren am 1. Oktober 1932 in die Stadt Cochem eingemeindet worden.

## Kfz-Kennzeichen
Am 1. Juli 1956 wurde dem Landkreis bei der Einführung der bis heute gültigen Kfz-Kennzeichen das Unterscheidungszeichen COC zugewiesen. Es wird im Landkreis Cochem-Zell durchgängig bis heute ausgegeben.